# Kruklanki
Kruklanki (ukrainisch Круклянки), (deutsch Kruglanken) ist ein Dorf Powiat Giżycki der Woiwodschaft Ermland-Masuren in Polen. Es ist Sitz der gleichnamigen Landgemeinde mit 3115 Einwohnern (Stand 31. Dezember 2020).

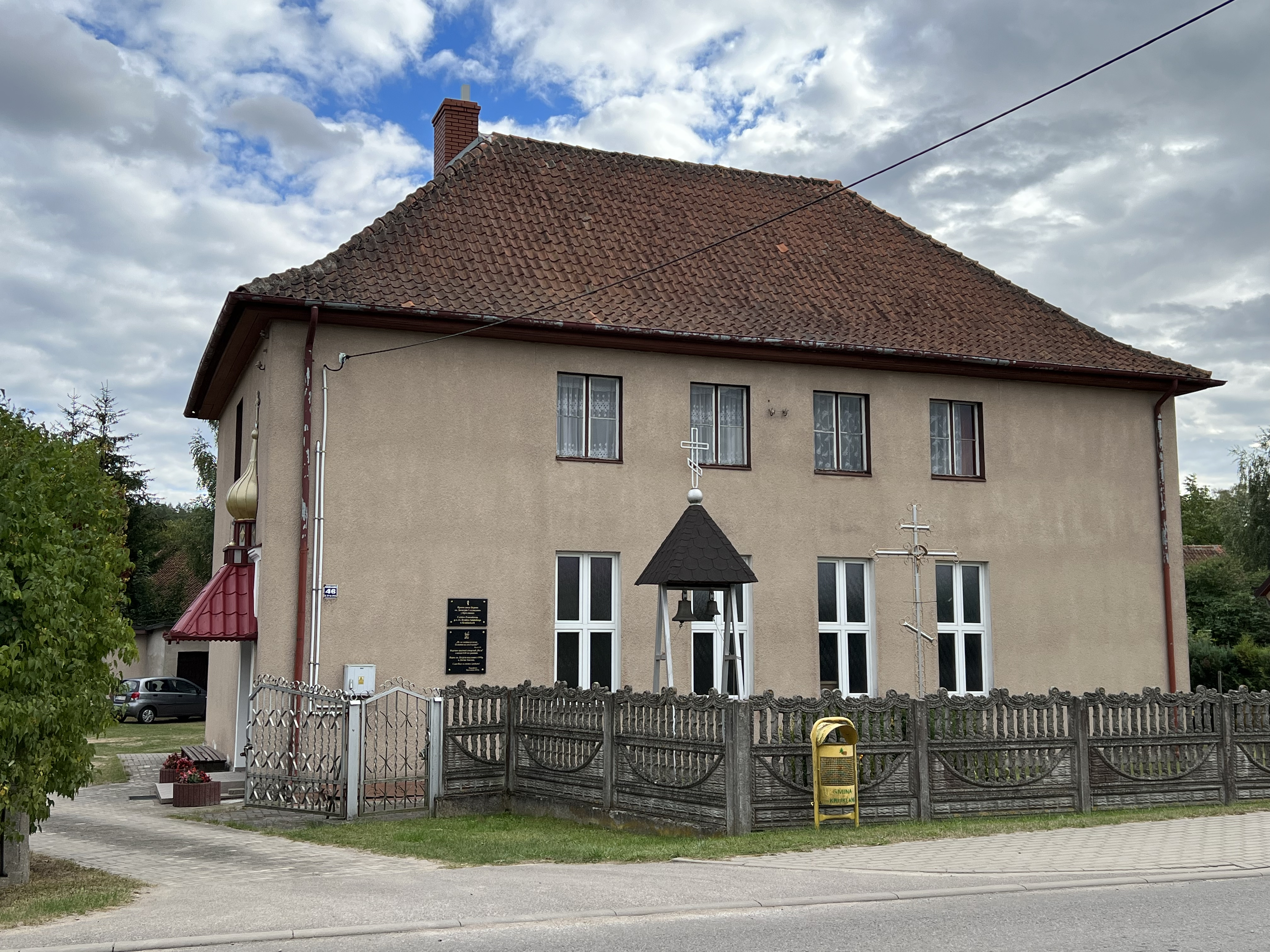
Polnisch-Orthodoxe Kirche
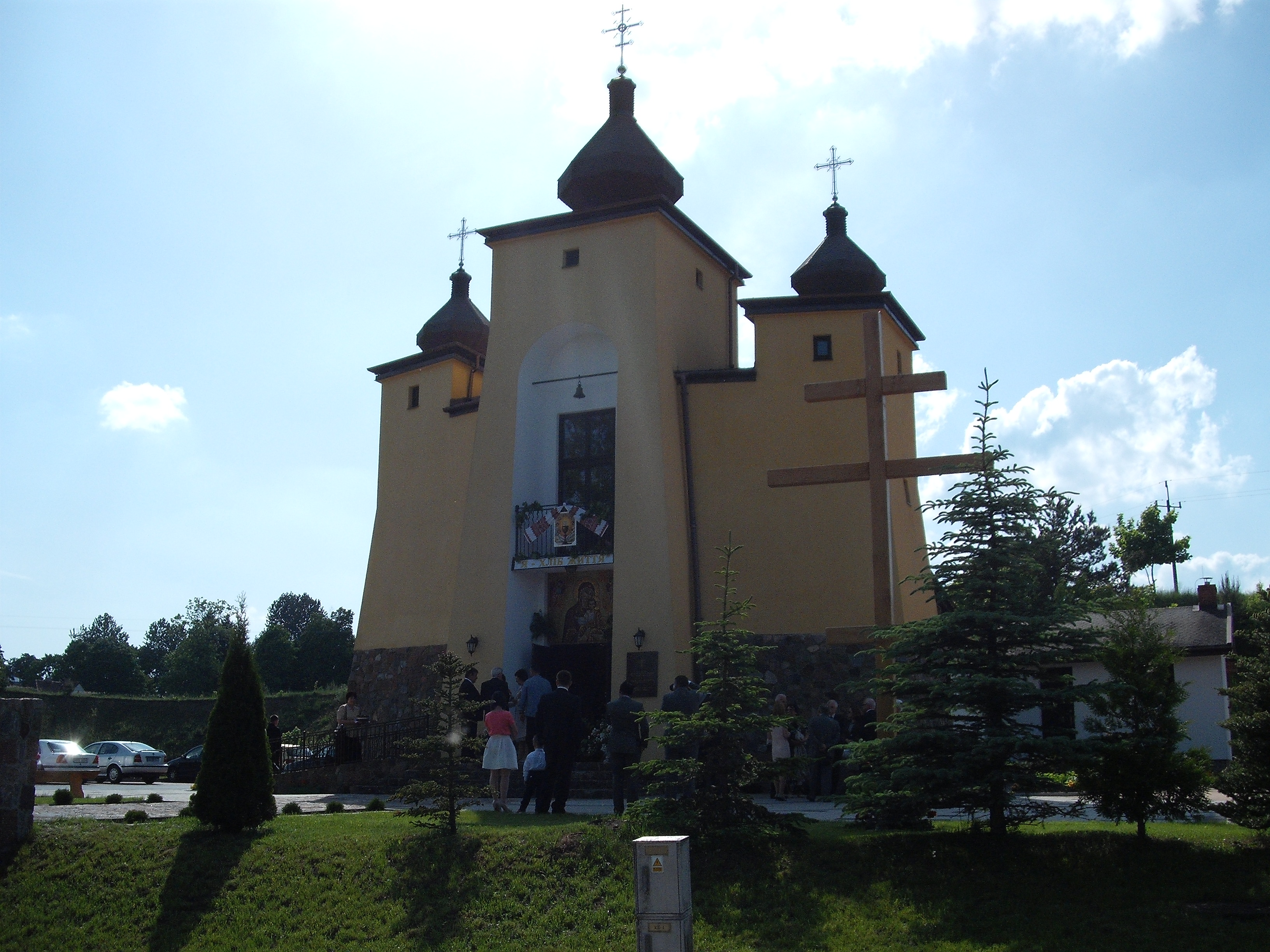
Griechisch-katholische Kirche in Polen

## Geographische Lage
Kruklanki liegt im Nordosten der Woiwodschaft Ermland-Masuren am Südufer des Gołdap (Goldapger See). Die frühere Kreisstadt Węgorzewo (Angerburg) liegt 18 Kilometer in nordwestlicher Richtung, die heutige Kreisstadt Giżycko (Lötzen) ist elf Kilometer in südwestlicher Richtung entfernt.

## Geschichte

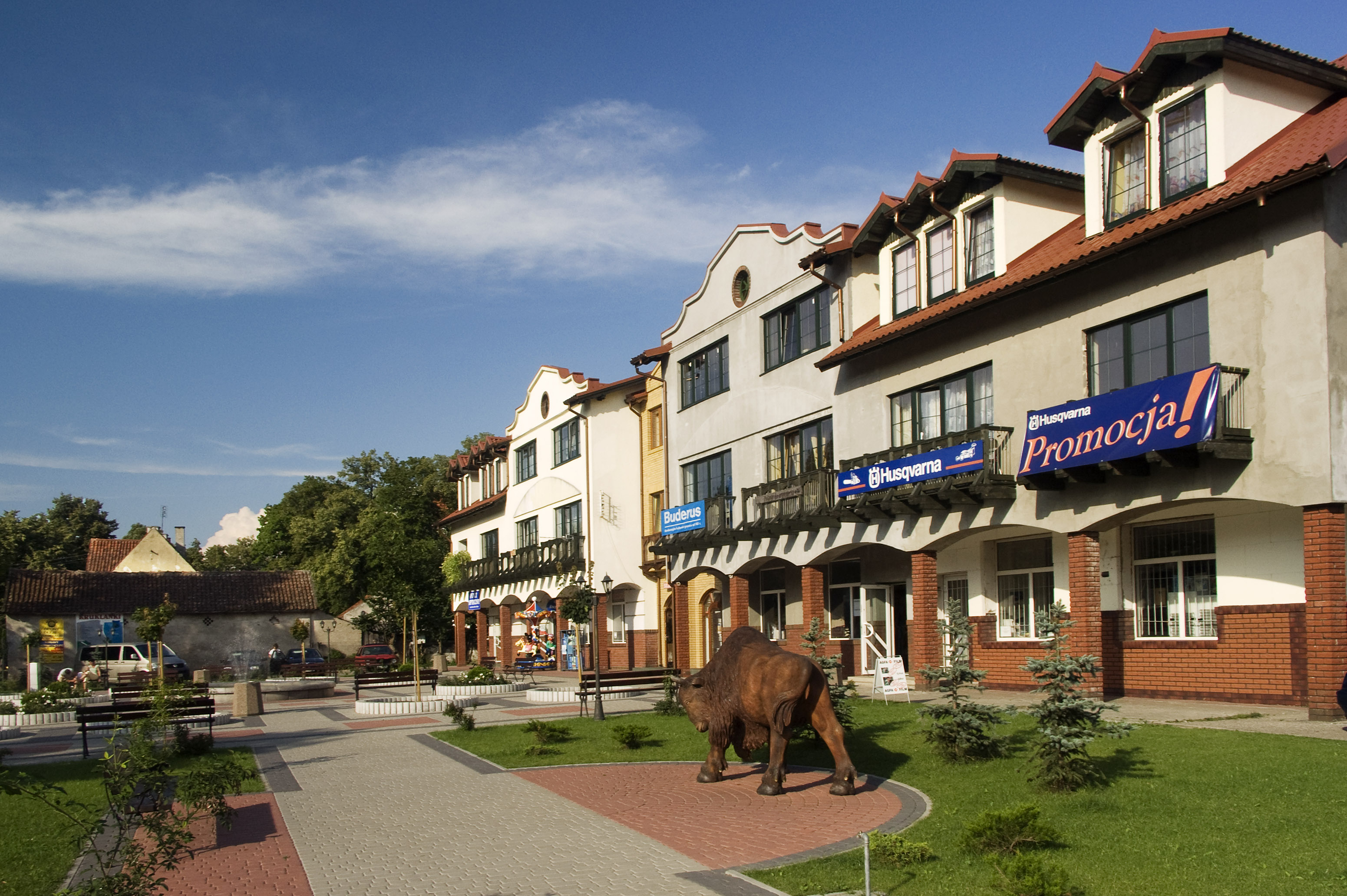
Zentrum von Kruklanki

Das seinerzeit Kreuglin genannte Dorf wurde im Jahre 1545 gegründet. Namensformen wie Krauglienen, Kraukelin, Kraucklanicken, Kruglanicken und Kruglancken (so nach 1785) Kruglanken (bis 1945) begleiteten den Ort, der als Kirchdorf und Bahnstation sowie durch eine Dampfmühle von sich reden machte, durch seine Geschichte.
Am 6. Mai 1874 wurde Kruglanken Amtsdorf und damit namensgebend für einen Amtsbezirk, der bis 1945 bestand und zum Kreis Angerburg im Regierungsbezirk Gumbinnen in der preußischen Provinz Ostpreußen gehörte.
687 Einwohner lebten im Jahr 1910 in Kruglanken. Ihre Zahl stieg bis 1925 auf 739, belief sich – auch aufgrund der Eingemeindung des Gutsdorfs Gansenstein (polnisch Brożówka) am 30. September 1928 – auf 1180 und betrug 1939 sogar 1224.
In Kriegsfolge kam Kruglanken 1945 mit dem gesamten südlichen Ostpreußen zu Polen und trägt seither die polnische Namensform „Kruklanki“. Heute ist das Dorf Sitz eines Schulzenamtes (polnisch sołectwo), in das die Ortschaft Grądy Kruklaneckie (deutsch Grunden) eingeschlossen ist, wie auch der Landgemeinde (Gmina) Kruklanki, in deren Verbund es gehört. Das Dorf ist vom deutschen Kreis Angerburg in den polnischen Powiat Giżycki (Kreis Lötzen) „gewechselt“ und war vor 1998 der Woiwodschaft Suwałki zugehörig, gehört nun aber zur Woiwodschaft Ermland-Masuren.

### Amtsbezirk Kruglanken (1874–1945)
Von 1874 bis 1945 bestand der Amtsbezirk Kruglanken. Er gehörte zum Kreis Angerburg und verzeichnete ursprünglich sechs, am Ende noch drei Dörfer:
| Name                                                         | Polnischer Name    | Bemerkungen                                          |
| ------------------------------------------------------------ | ------------------ | ---------------------------------------------------- |
| Kruglanken                                                   | Kruklanki          |                                                      |
| Kruglinner Wiesenhaus vorher: Kruglinner Meliorationsterrain |                    | 1928 nach Siewken, Amtsbezirk Siewken, eingegliedert |
| Grunden                                                      | Grądy Kruklaneckie | 1928 nach Siewken, Amtsbezirk Siewken, eingegliedert |
| Neu Soldahnen                                                | Nowe Sołdany       | 1928 nach Soldahnen eingemeindet                     |
| Soldahnen                                                    | Sołdany            |                                                      |
| Willudden 1938 bis 1945: Andreastal                          | Wyłudy             |                                                      |

Am 1. Januar 1945 bildeten noch die drei Gemeinden Andreastal, Kruglanken und Soldahnen den Amtsbezirk Kruglanken.

## Religionen
Bis 1945 gab es nur eine evangelische Kirche in Kruglanken. Heute stehen dort drei Gotteshäuser unterschiedlicher Konfessionen.

### Evangelisch
Im Jahre 1575 entstand in Kruglanken eine erste Kirche, auf deren Fundament 1753 ein neues Gotteshaus mit Turm (vollendet 1648) aufgesetzt wurde. 1875 erfolgte ebenso wie nach Kriegsbeschädigungen 1914/15 eine umfangreiche Restaurierung.
Das Kirchspiel umfasste mehr als 20 Ortschaften mit 4460 Gemeindegliedern im Jahre 1925. Es gehörte zum Kirchenkreis Angerburg in der Kirchenprovinz Ostpreußen der Kirche der Altpreußischen Union.
Flucht und Vertreibung der einheimischen Bevölkerung bereitete dem kirchlichen Leben im jetzt Kruklanki genannten Dorf ein Ende. Die Kirche ist jetzt katholisches Gotteshaus. Die heute hier lebenden evangelischen Kirchenglieder gehören zur Pfarrei in Giżycko (Lötzen) mit der Filialgemeinde in Pozezdrze (Possessern, 1938 bis 1945 Großgarten) in der Diözese Masuren der Evangelisch-Augsburgischen Kirche in Polen.

### Römisch-katholisch

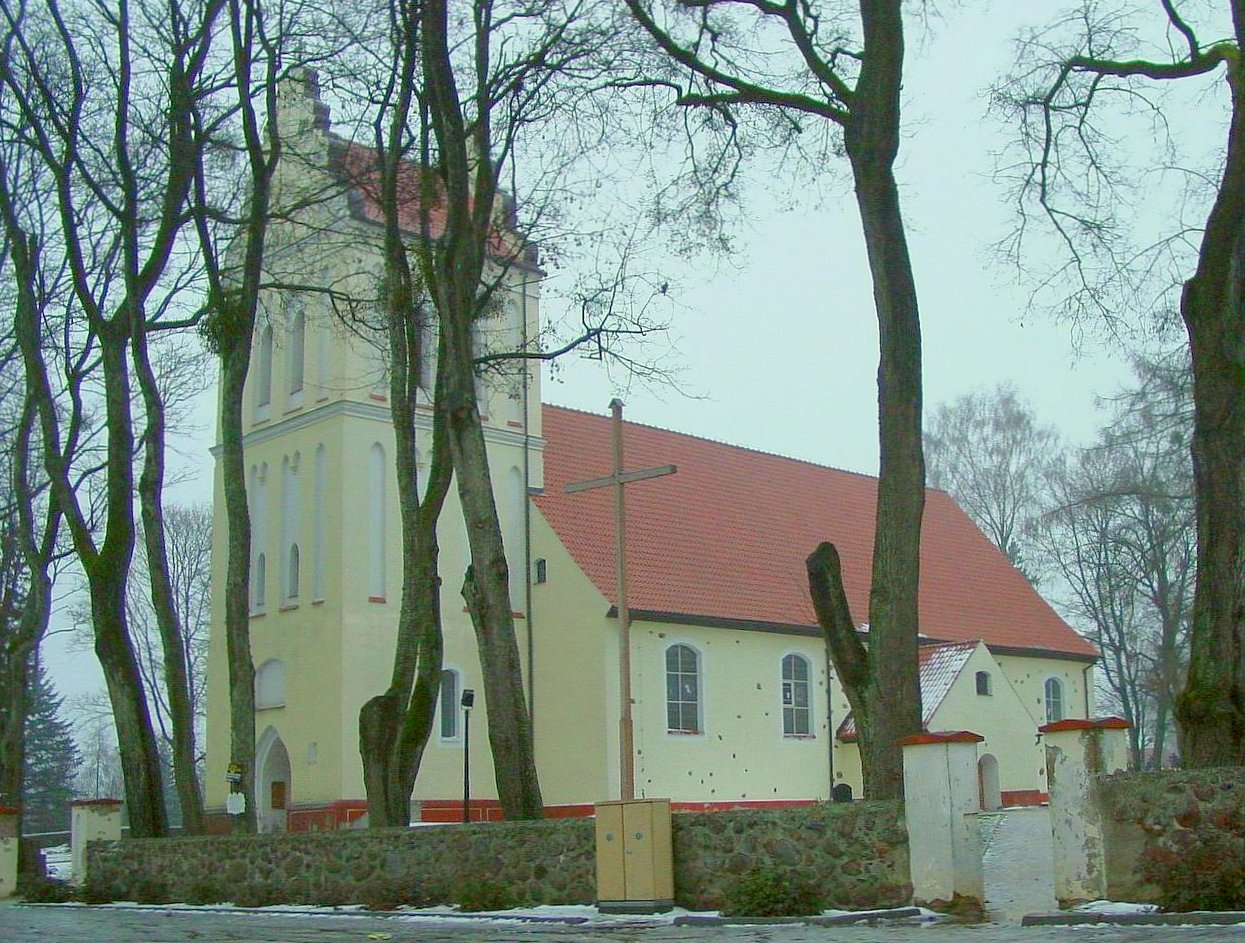
Die einst evangelische, heute römisch-katholische Pfarrkirche in Kruklanki

Bis 1945 waren die in Kruglanklen lebenden wenigen Katholiken in die Kirche St. Bruno in Lötzen (polnisch Giżycko) eingepfarrt, die zum Dekanat Masuren II (mit Sitz in Johannisburg (Pisz)) im Bistum Ermland eingepfarrt. Die nach 1945 erfolgte Ansiedlung polnischer Bürger mit meist katholischer Konfession ließ in Kruklanki neues kirchliches Leben erwachsen. Das einst evangelische Gotteshaus wurde jetzt mit dem Namen „Mariä Himmelfahrt“ römisch-katholische Pfarrkirche. Sie steht an der ulica 22 Lipca.
Im Jahre 1962 entstand hier eine eigene Pfarrei. Sie gehört zum Dekanat Giżycko-św. Krzysztof im Bistum Ełk der Römisch-katholischen Kirche in Polen.

### Polnisch-orthodox
Nicht weit entfernt und ebenfalls an der ulica 22 Lipca steht die Kirche Św. Dymitr. Sie ist das Gotteshaus der Polnisch-orthodoxen Kirche. Sie ist ebenfalls eine Pfarrkirche und gehört zum Dekanat Olsztyn (Allenstein) in der Diözese Białystok-Gdańsk.

### Griechisch-katholisch

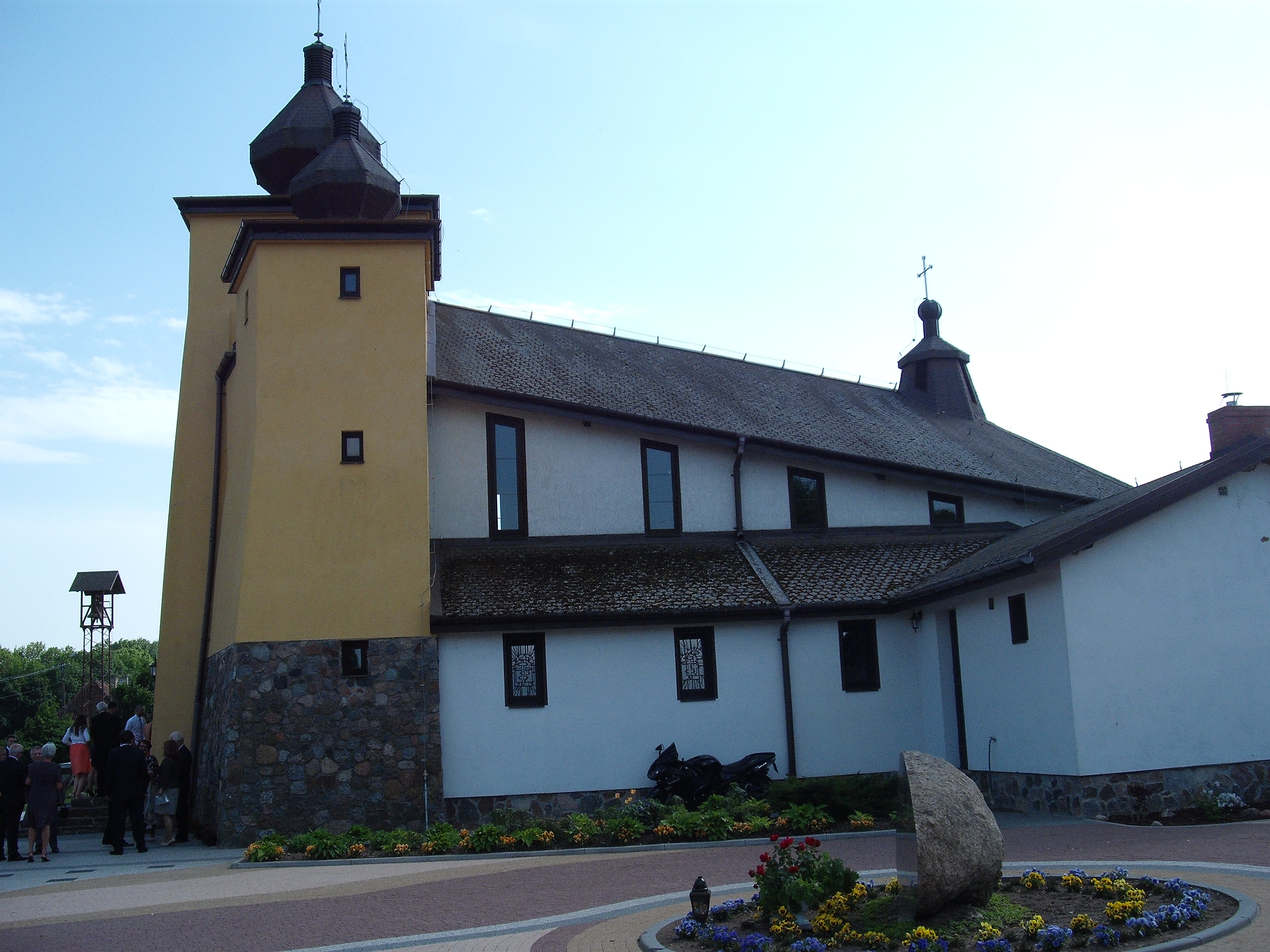
St.-Josaphat-Kirche in Kruklanki

In den Jahren 1998 bis 2002 entstand an der ulica Wodna die Kirche Św. Jozafat. Sie gehört zur Griechisch-katholischen Kirche.

## Deutsch-Russischer Friedhof

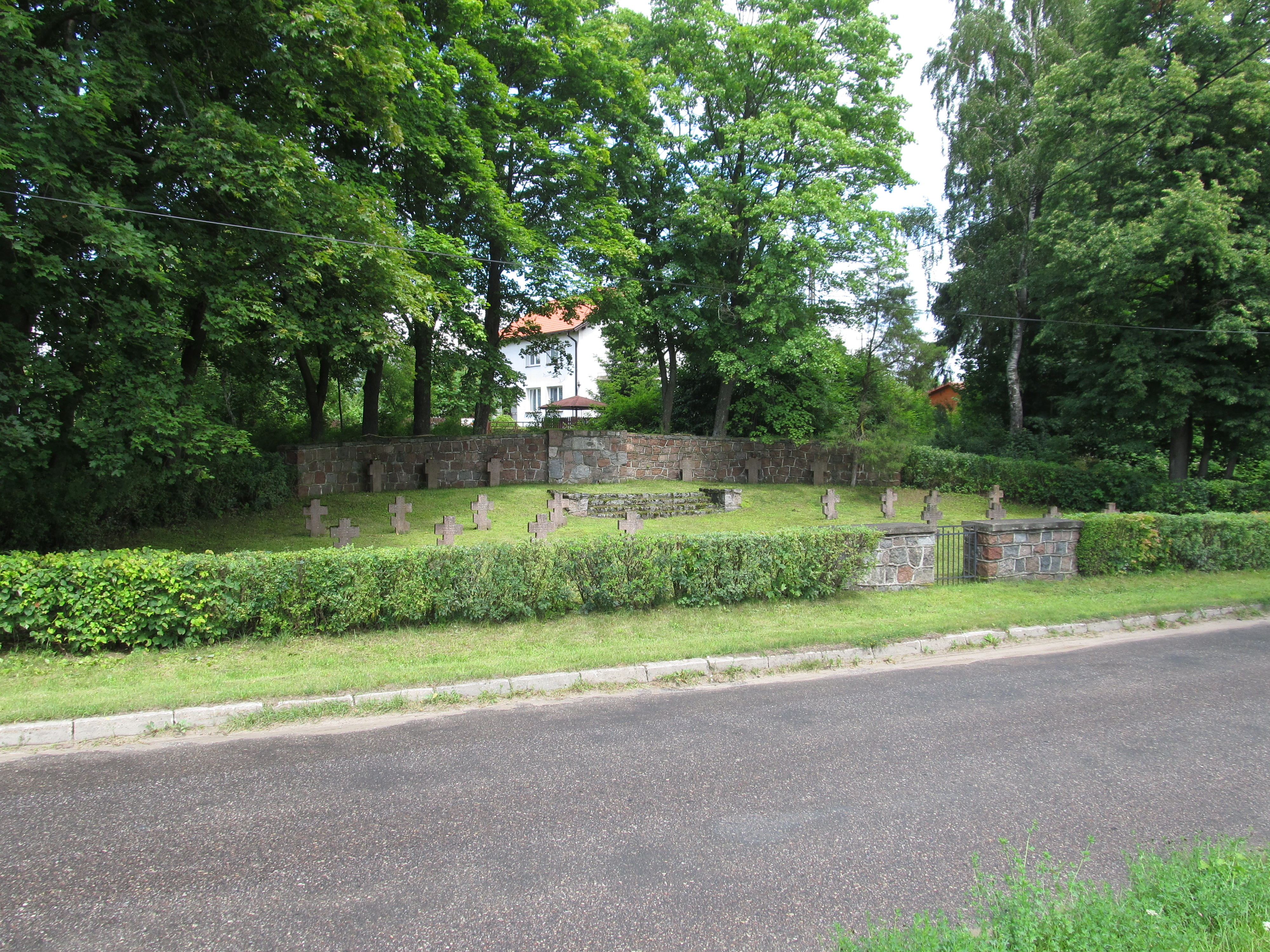
Deutsch-russische Kriegsgräberstätte in Kruklanki

In Kruklanki gibt es einen deutsch-russischen Friedhof zur Erinnerung an die im Ersten Weltkrieg Gefallenen.

## Gemeinde
Zur Landgemeinde (gmina wiejska) Kruklanki gehören das Dorf selbst und 11 weitere Dörfer mit Schulzenämtern (sołectwa). Sie umfasst eine Fläche von 201 km². 33 % der Gemeindefläche werden landwirtschaftlich, 53 % forstwirtschaftlich genutzt.

## Verkehr
Die verkehrsmäßig bedeutende polnische Landesstraße DK 63 (ehemalige deutsche Reichsstraße 131) berührt bei Sołdany (Soldahnen) das Gemeindegebiet, deren Orte im Übrigen von gut ausgebauten Nebenstraßen und auch von schmalen Landwegen vernetzt sind.
Kruglanken war bis 1945 eine nicht unbedeutende Bahnstation. Seit 1905 war der Ort an die Bahnstrecke Angerburg–Lötzen angebunden, drei Jahre später erfolgte die Inbetriebnahme der Anschlussbahnstrecke Kruglanken–Marggrabowa (Oletzko)/Treuburg. Der Teilabschnitt Angerburg–Kruglanken wurde 1945 ebenso wie die Gesamtstrecke Kruglanken–Marggrabowa eingestellt. 1987 wurde auch der Teilabschnitt Kruklanken–Lötzen aufgegeben.

## Persönlichkeiten
- Otto von Stuckrad (1803–1888), preußischer Generalmajor.